# Kruipen (schip)
In de binnenvaart staat kruipen voor het doorvaren van een brug of tunnel waarbij weinig ruimte overblijft tussen het hoogste punt van het schip en de onderkant van het bouwwerk.  
Voor schepen is het kruipen van groot belang om nog net onder een brug of door een tunnel te kunnen varen. Het helpt als een schip kan worden geballast of als delen van het schip demontabel zijn. Kleinere binnenschepen hadden in veel gevallen een houten stuurhuis, dat kon worden geklapt of in panelen uiteen kon worden genomen. Het dak lag er dan los op. Soms werd voor dat doel de ankerlier ook demontabel gemaakt.
De afstand van het water tot het hoogste punt van het schip staat bekend als kruiphoogte.
De afstand tussen het water en de brug of het dak van de tunnel wordt doorvaarthoogte genoemd.

Kruipen
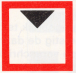
Beperkte doorvaarthoogte
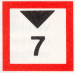
Beschikbare doorvaarthoogte in meters
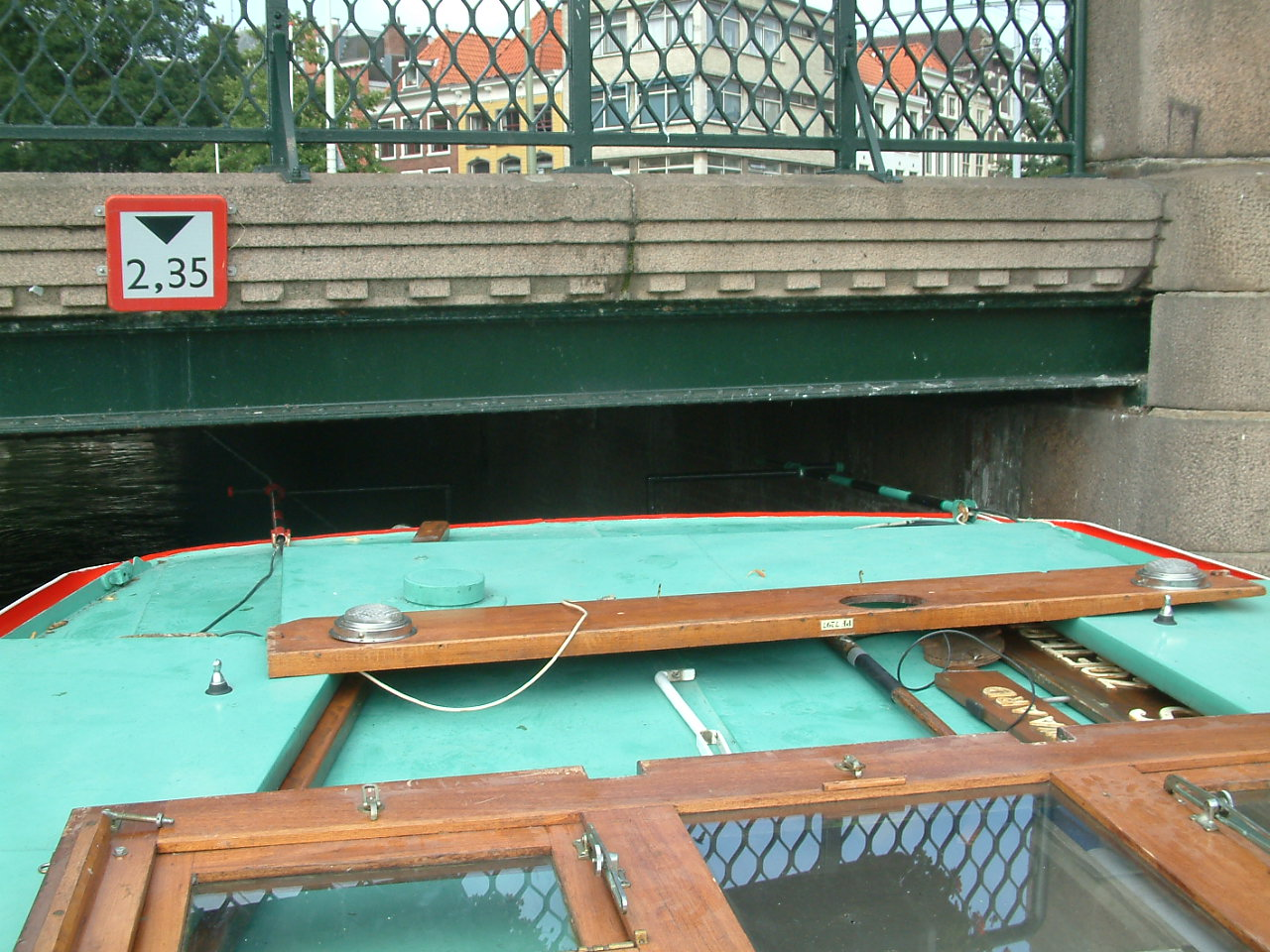
De brug tussen het Zieken en de Bierkade in Den Haag
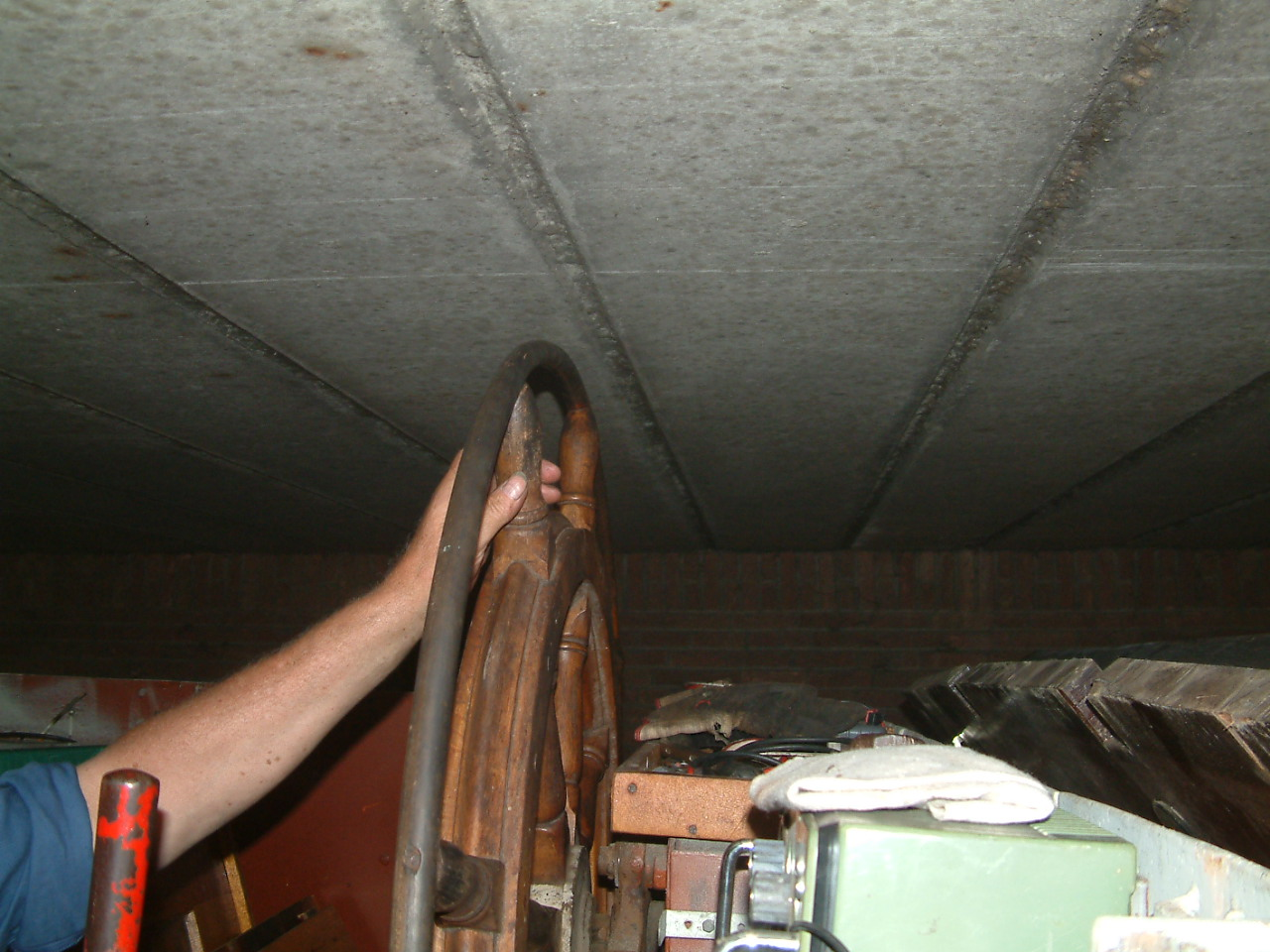
Kruipen onder het Rijswijkse plein in Den Haag